# Félix Díaz Mori
Felipe Santiago Díaz Mori, más conocido como Félix Díaz Mori "El Chato", (Oaxaca, Oaxaca; 3 de mayo de 1833 - Juchitán; 23 de enero de 1872) fue un militar mexicano, hermano de Porfirio Díaz y padre de Félix Díaz y Carolina Díaz. Fue gobernador de Oaxaca del 1 de diciembre de 1867 al 9 de noviembre de 1871. Al triunfo de las fuerzas republicanas sobre las del Imperio, el entonces gobernador Miguel Castro convocó a elecciones, resultando electo gobernador por segunda ocasión el 1 de diciembre de 1871 hasta el día de su muerte en 1872, pues se había rebelado en la Revolución de La Noria. 

## Inicios
Félix Díaz Mori estudió en el Seminario Conciliar de Santa Cruz, y posteriormente, mientras su hermano estudiaba en el Instituto de Ciencias y Artes del estado, en el Colegio Militar, a donde ingresó debido a su mal comportamiento. Díaz se inició dentro de las fuerzas e ideas conservadoras, pues reconoció a Antonio López de Santa Anna en 1853; sin embargo, se trasladó a Oaxaca luego de recibir una falsa noticia del fallecimiento de su hermano Porfirio; cambió sus ideas y solicitó su ingreso a las fuerzas republicanas. Participó en la derrota de las fuerzas conservadoras de José María Cobos y luego del imperialista Carlos Oronoz. 
A la victoria republicana, inauguró una línea telefónica entre Tehuacán y Oaxaca; fundó un Montepío; inició trabajos de construcción de un camino entre Oaxaca y Tehuantepec y estableció los juzgados de la primera instancia en todos los distritos del estado.
La hostilidad de los borlados, el grupo liberal moderado del estado, despertó en él un resentimiento que descargó sobre la Iglesia, limitando y ridiculizando los actos del culto religioso, lo que le valió el repudio de un sector del pueblo, pues en una ocasión hizo arrastrar, patear y decapitar en presencia de los juchitecos una imagen del santo patrono San Vicente de Ferrer. Luego de haber secundado el Plan de la Noria, huyó del estado pero fue capturado en Juchitán, donde fue torturado, castrado y ejecutado en 1872.